# 九份聖明宮
九份聖明宮，原名「勸忠堂」，是位於臺灣新北市瑞芳區九份的關帝廟，主祀關聖帝君，1948年開堂、1952年遷至現址，1976年變更為現名。

## 沿革
九份聖明宮的歷史可追朔自清光緒初年，其開基關帝神尊最早是祀奉在金山區的民宅內。日治時期昭和11年（1936年），信眾將神像迎奉至九份的崙仔頂，1948年在原址成立「勸忠堂」並組織管理委員會，同祀孚佑帝君、司命真君、豁落靈官及武穆帝君等五恩主。1950年，於現址建立廟宇，1952年竣工落成。1976年，變更廟名為「聖明宮」。1985年，該廟買下廟前的兩間民宅闢為廣場，開挖過程中從地下挖出2塊總重46.9兩、含金量達七成的半球形黃金，研判是原先從事礦業的屋主蘇源泉家族所埋藏，但未告知後人掘走。蘇家後人知道後，強調自己只是出售房子並要求討回先人埋藏的黃金，而挖出黃金的工人也要分取，廟方則認為房子是連同土地一起購買，各方為了黃金球如何處理曾爭論不休。後經過多次協調，由廟方出資新台幣50餘萬元成立「聖明宮金球基金會」以孳息做慈善公益服務、出土金球由廟方募款向蘇家後人買下，並於2009年起出借予新北市立黃金博物館展覽五年，才平息紛爭。1988年增建工程完竣。2006年，增建文昌、文武財神殿竣工安座。2015年擴建凌霄寶殿，隔年天上聖母殿落成啟用。2017年，廟方人員發現鎮殿神尊的鬍鬚增長6吋、約15公分。

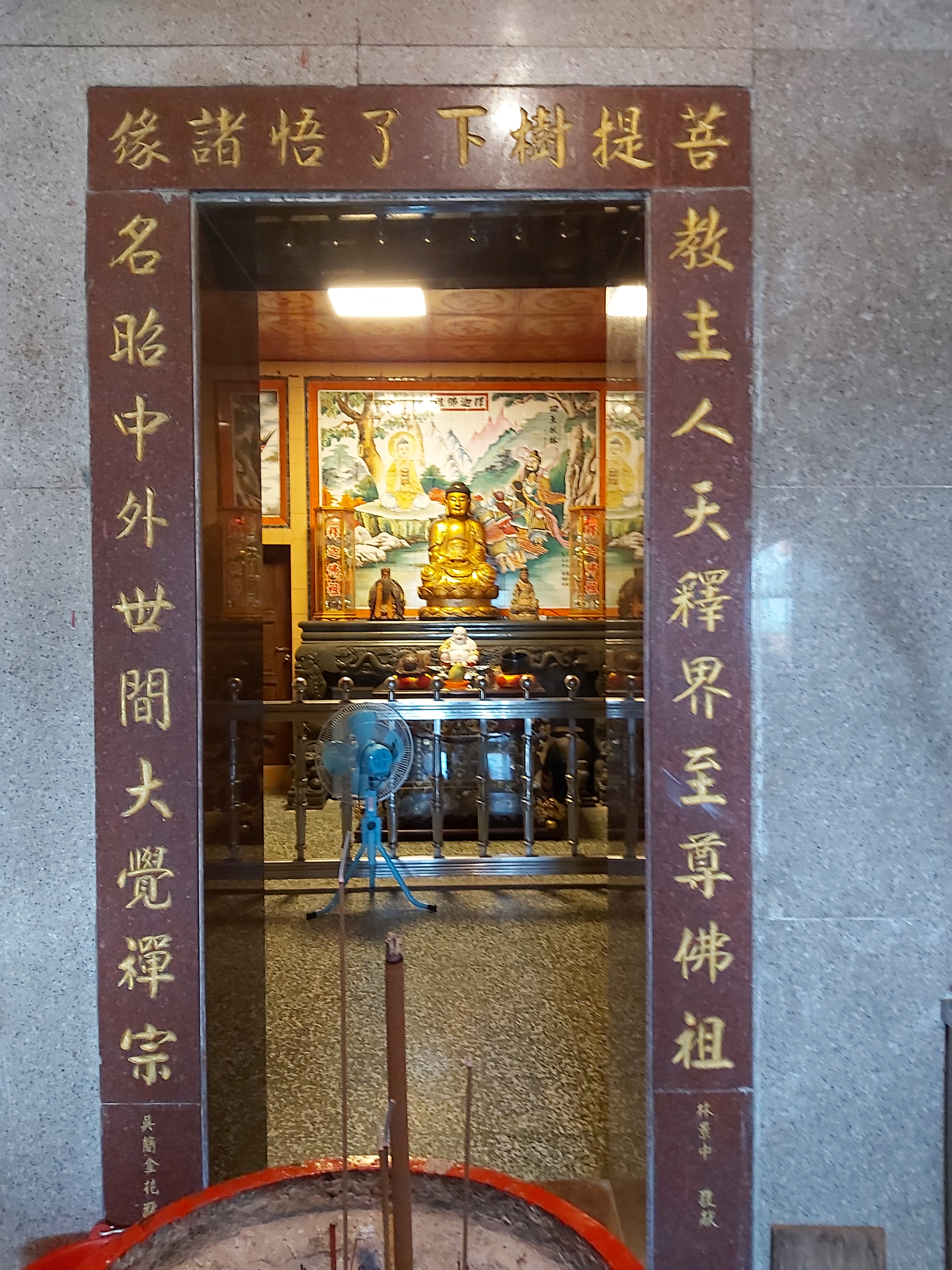
佛祖殿
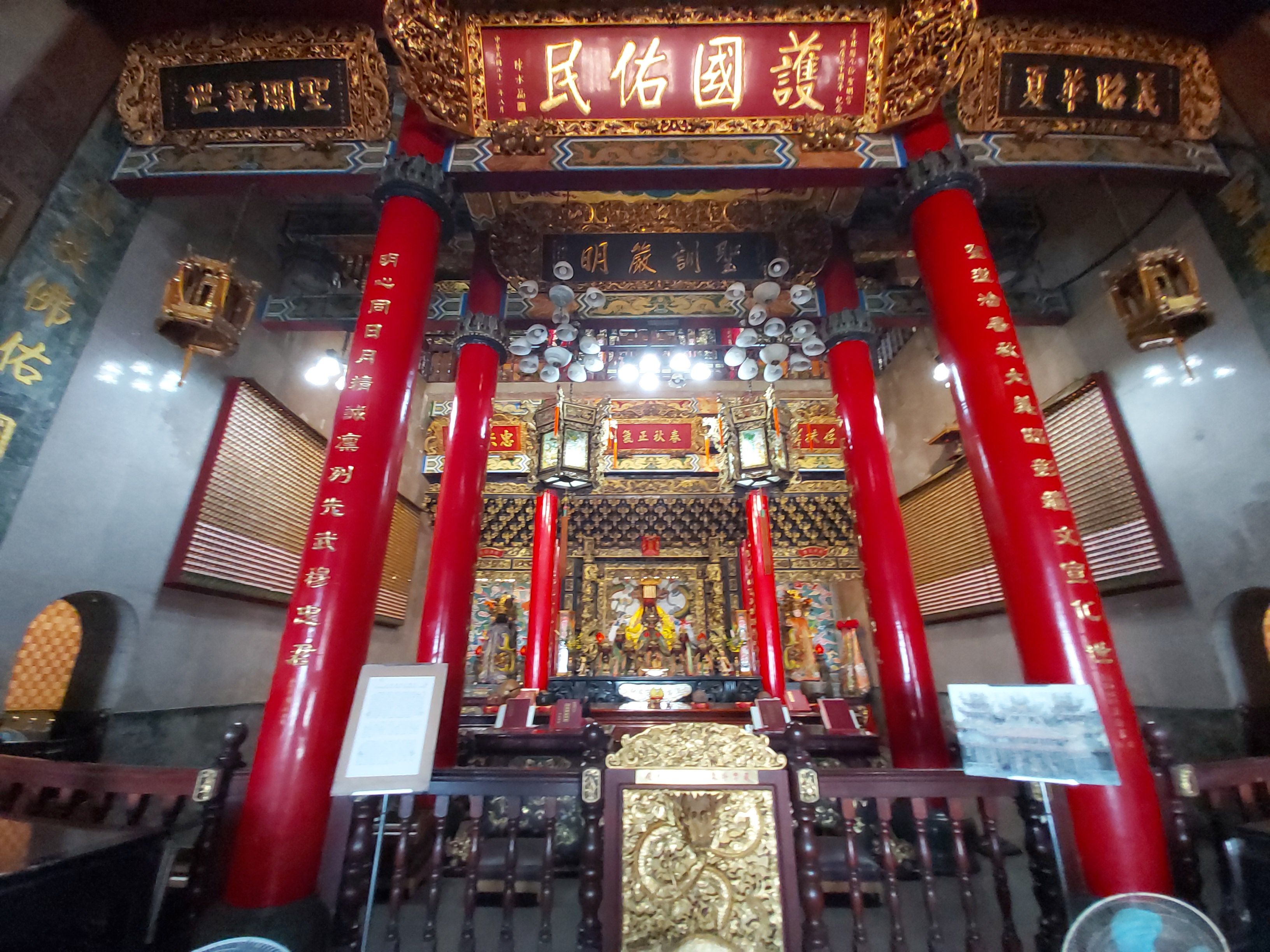
正殿室內
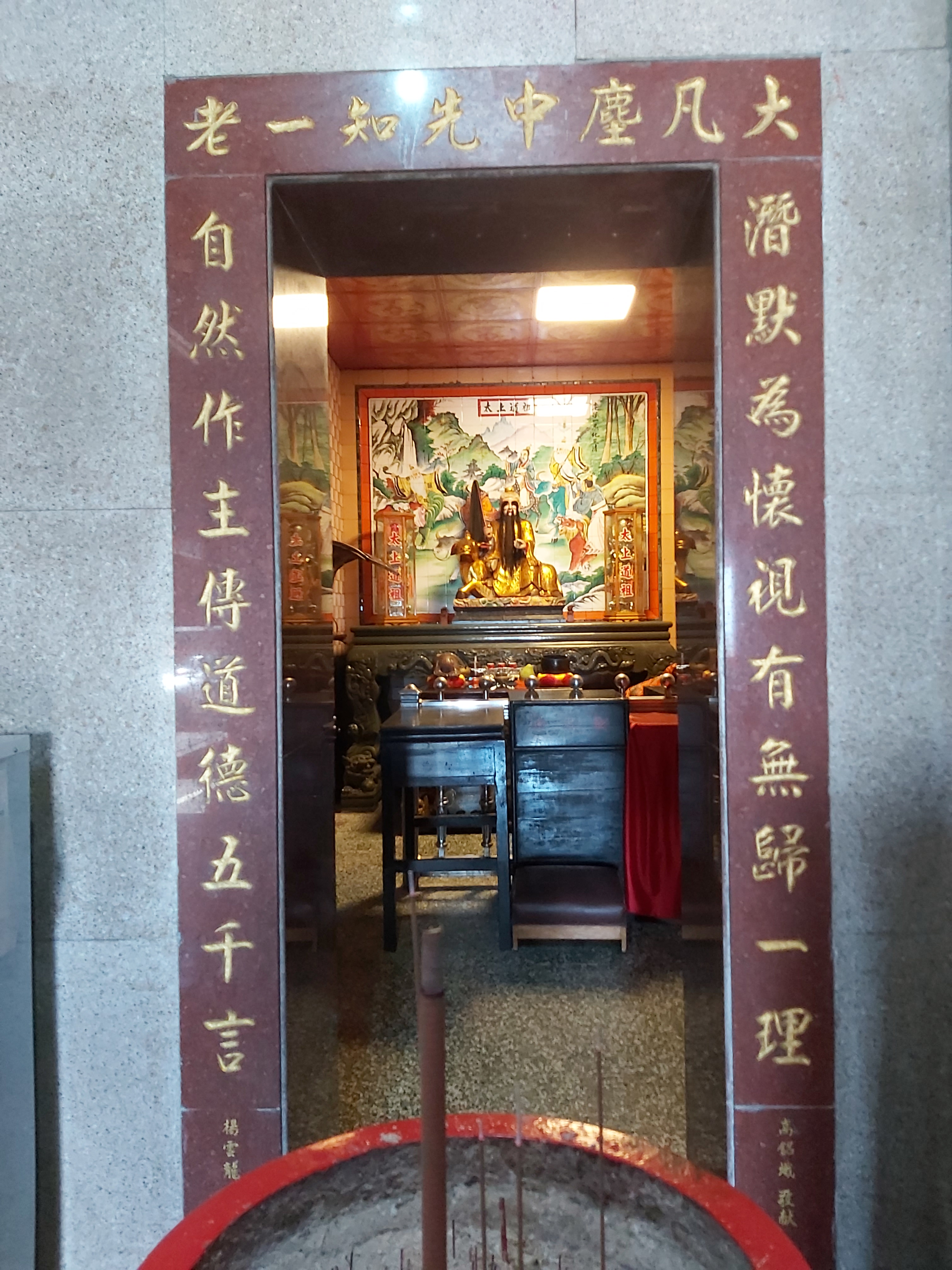
道祖殿

## 祀神
主祀關聖帝君，左右附祀關平、周倉，配祀五聖恩主、太上老君、釋迦牟尼、天上聖母、文昌帝君與文武財神、斗姥與太歲等諸神祇。

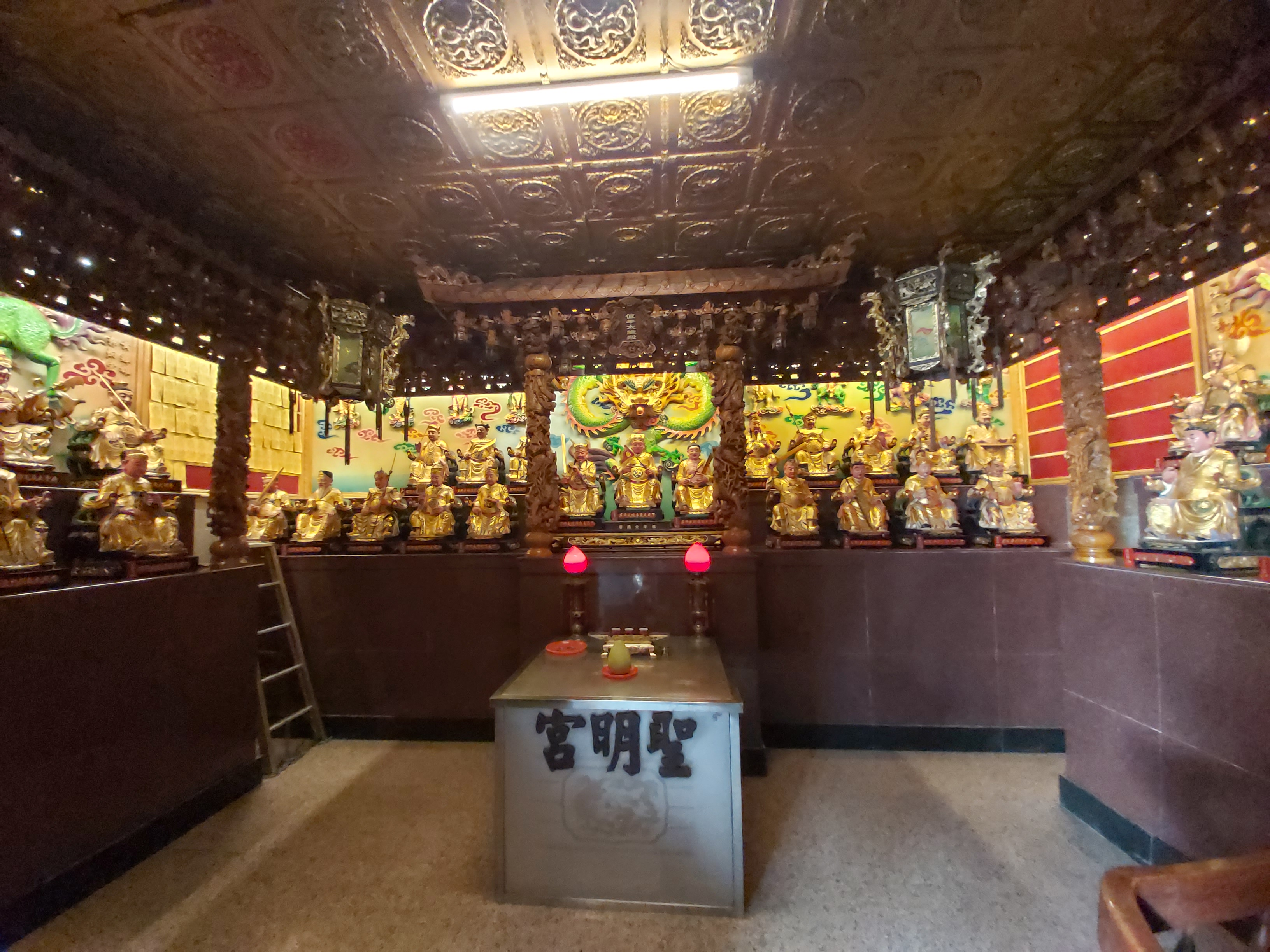
值年太歲殿
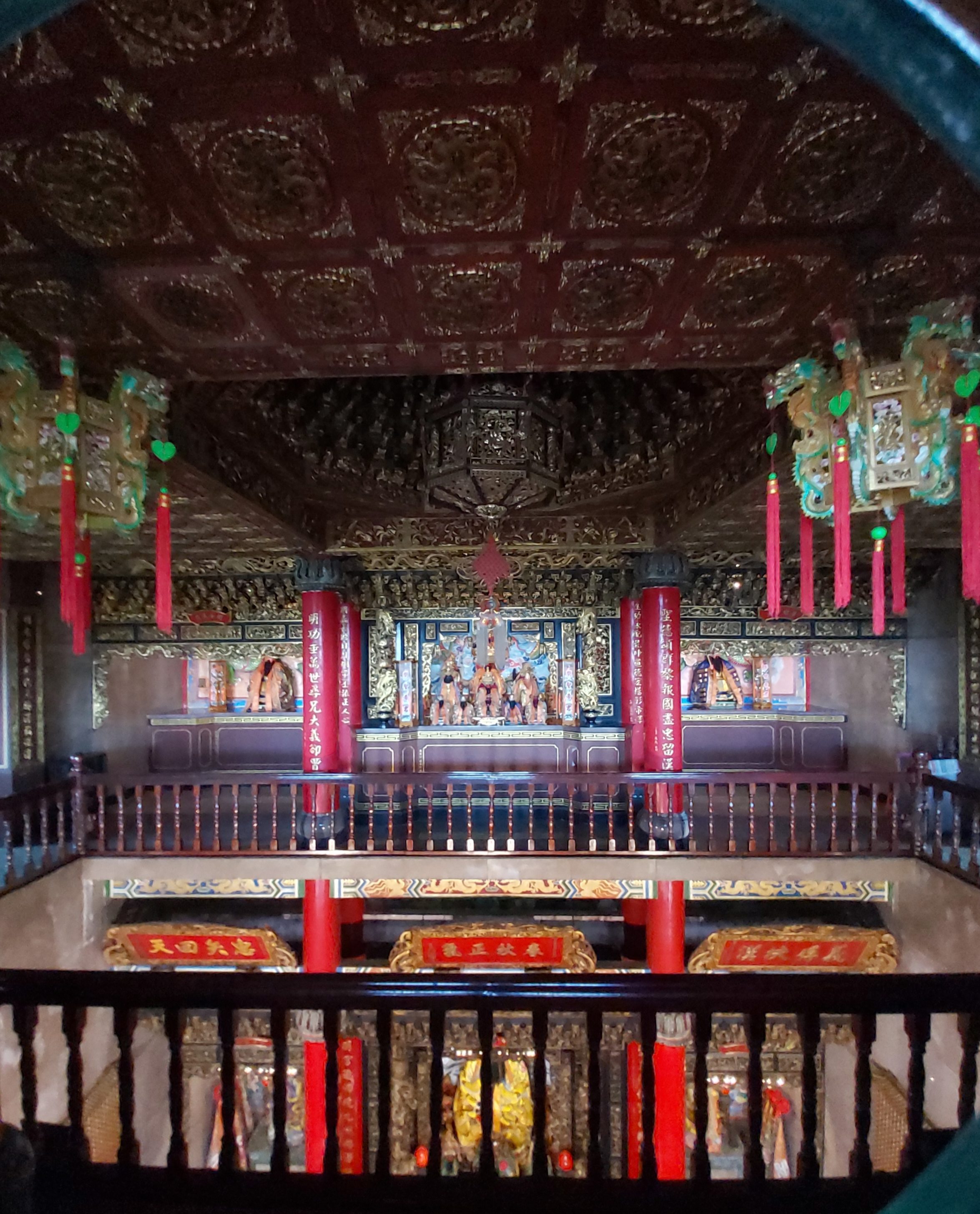
凌霄寶殿
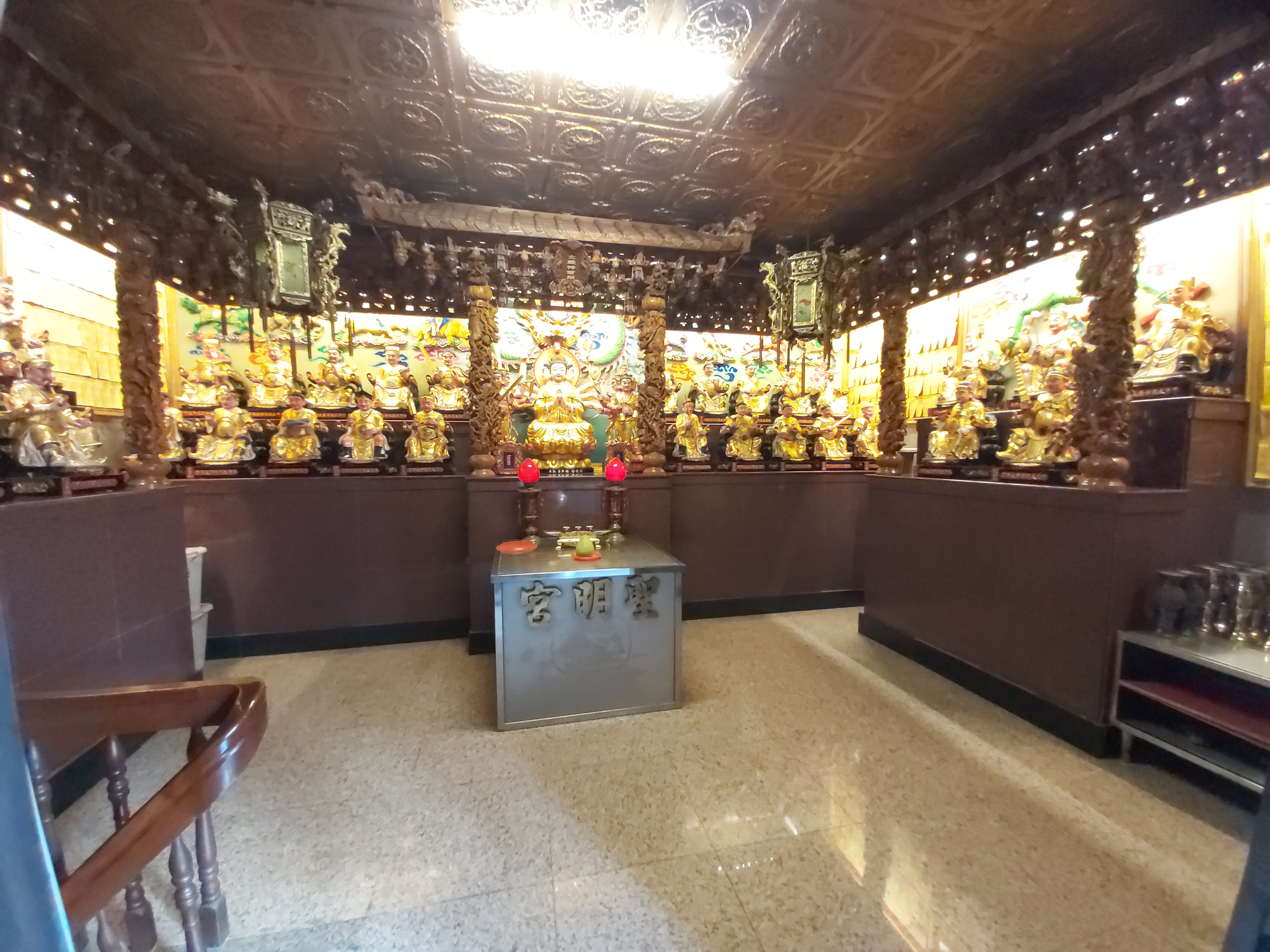
太歲神君殿
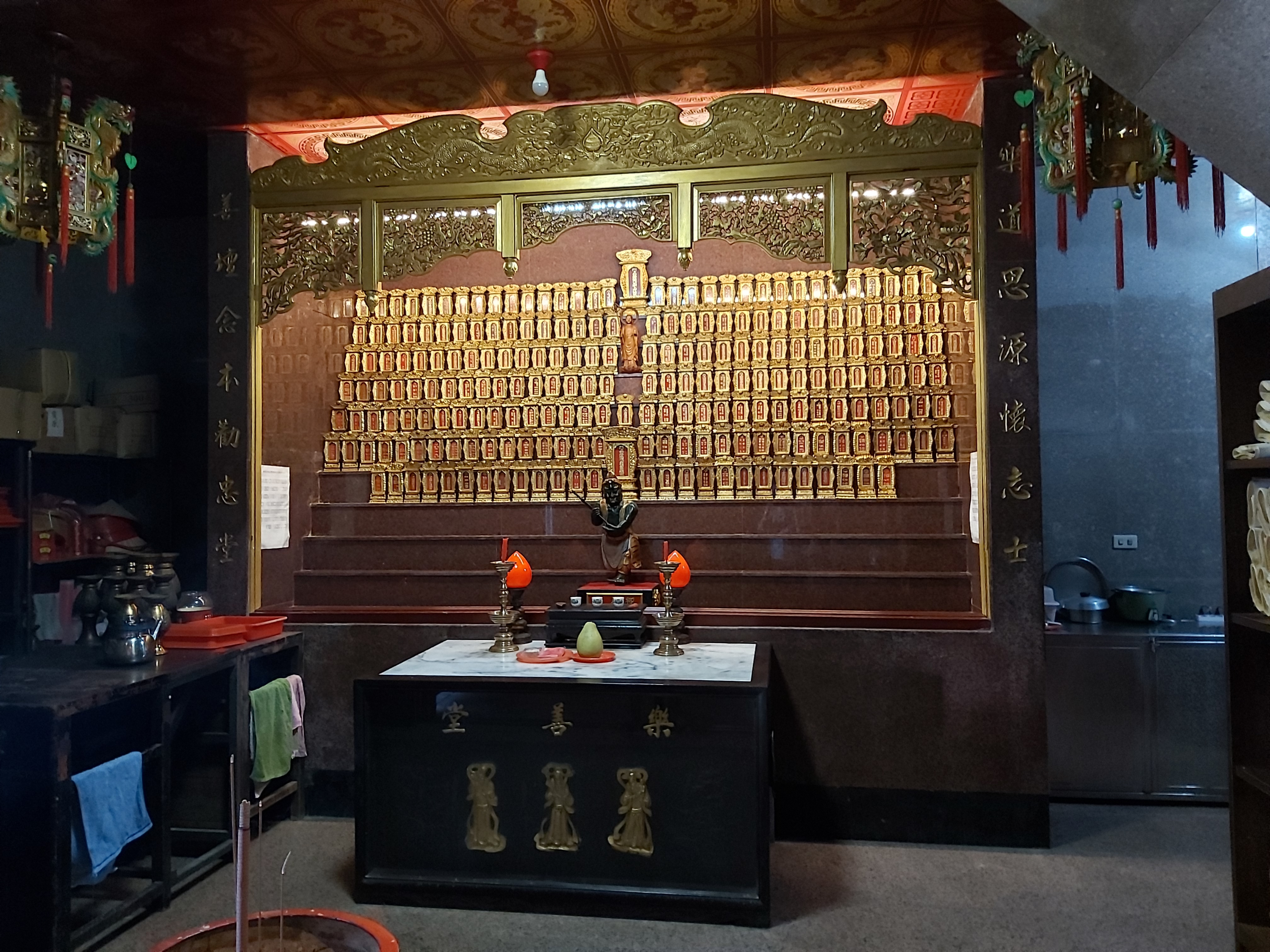
樂善堂

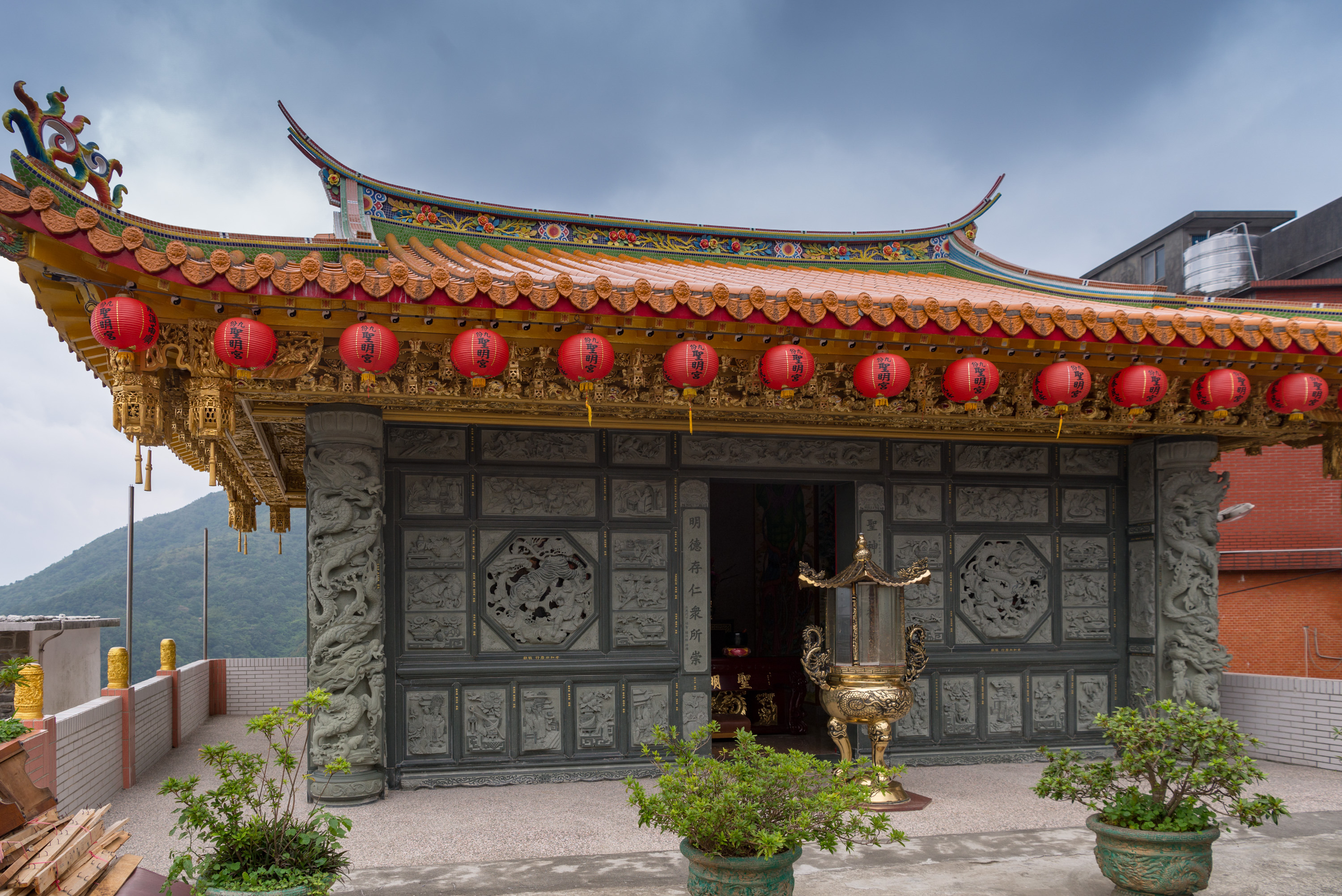
媽祖殿外觀
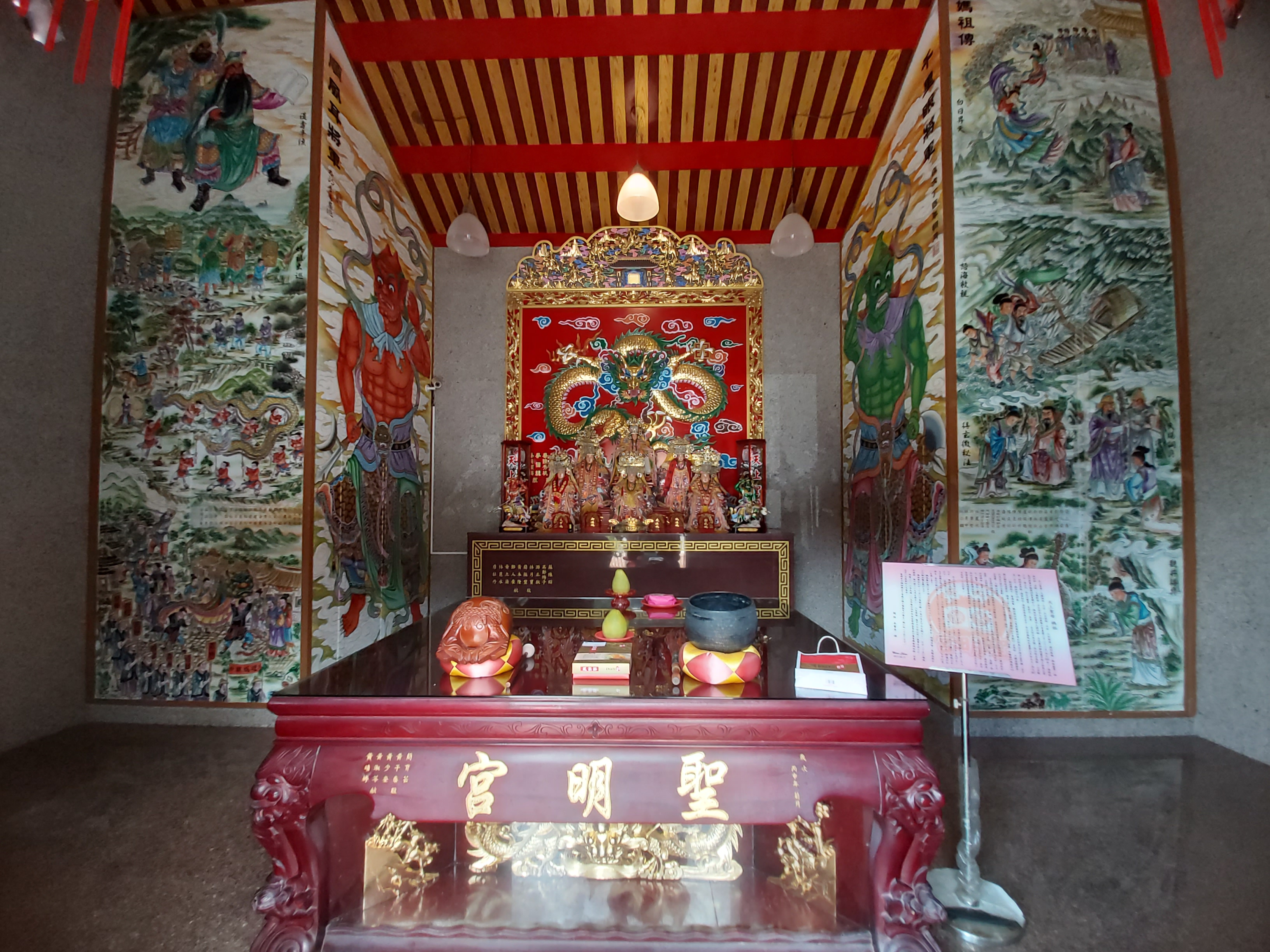
媽祖殿室內
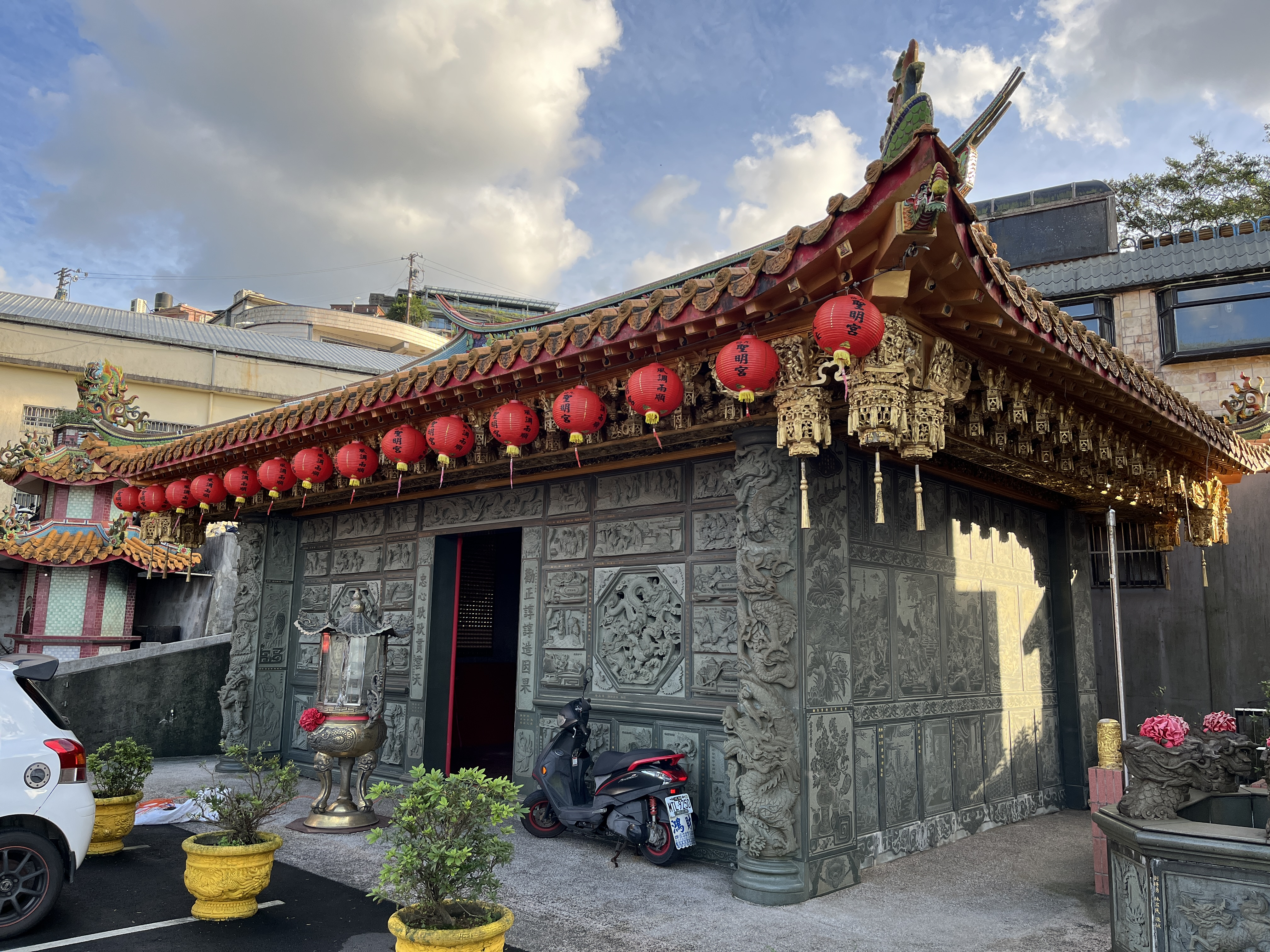
文昌殿外觀
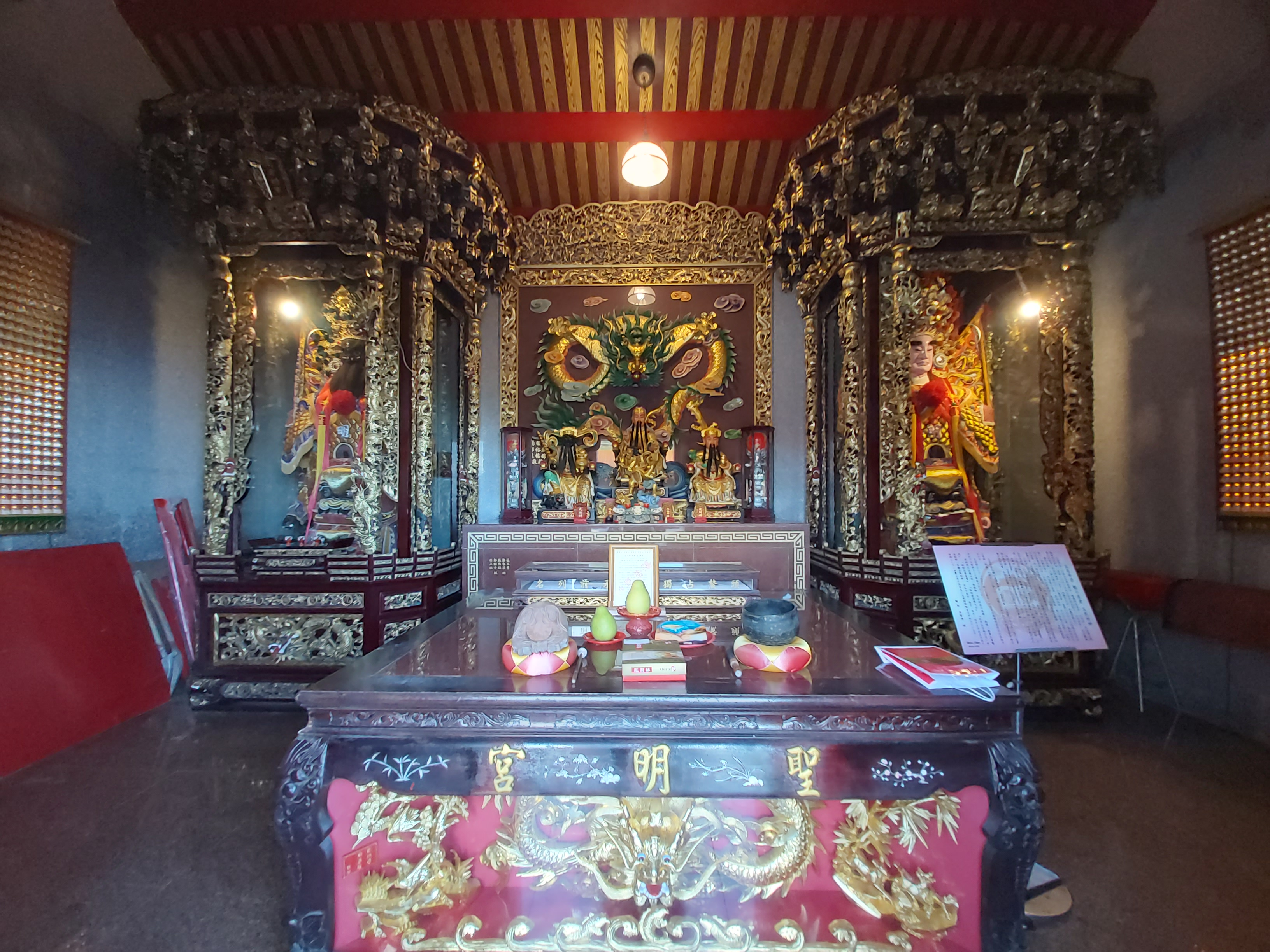
文昌殿室內

## 媽祖遶境
民國30年代末期，痢疾盛行於九份一帶，地方人士遂前往關渡宮奉請二媽至九份遶境祈福，隨後疫情獲得控制，在地居民從此篤信媽祖，每年農曆四月初一的山城遶境也成為九份的重要慶典。聖明宮為九份在地核心廟宇，每年九份媽祖遶境皆以聖明宮作為起迄點。早年要舉辦媽祖遶境前，除了邀請關渡二媽駐駕聖明宮外，還會另外派人前往中南部邀請北港媽、新港媽、鹿港媽、大甲媽、彰化媽共五位神尊至九份共襄盛舉，直到民國50年代為省去南北往返的不便，地方人士前往五座廟宇請求分靈，從此聖明宮便供奉有來自臺灣五地的五大媽祖。